# سیای-مارکتی
سیای-مارکتی (انگلیسی: SIAI-Marchetti) شرکت هوافضای ایتالیایی است، که در سال ۱۹۱۵ تأسیس شد.